# Bistum Matanzas
Das Bistum Matanzas (lat.: Dioecesis Matansansis) ist eine auf Kuba gelegene römisch-katholische Diözese mit Sitz in Matanzas. 

## Geschichte
Das Bistum Matanzas wurde am 10. Dezember 1912 durch Papst Pius X. mit der Apostolischen Konstitution Quae catholicae religioni aus Gebietsabtretungen des Bistums San Cristóbal de la Habana errichtet und dem Erzbistum Santiago de Cuba als Suffraganbistum unterstellt. Am 6. Januar 1925 wurde das Bistum Matanzas dem Erzbistum San Cristóbal de la Habana als Suffraganbistum unterstellt. Das bekannte Urlaubsgebiet Varadero gehört mit der 1938 errichteten Kirche Santa Elvira zum Bistum Matanzas. 

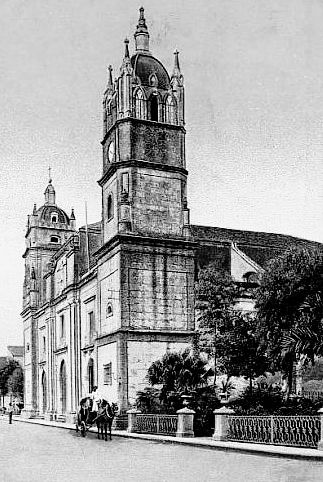
Kathedrale San Carlos De Borromeo in Matanzas

## Bischöfe von Matanzas
- Charles Warren Currier, 1913–1914
- Severiano Sainz y Bencamo, 1915–1937
- Juan Alberto de la Merced Martín y Villaverde, 1938–1960
- José Maximino Eusebio Domínguez y Rodríguez, 1961–1986
- Mariano Vivanco Valiente, 1987–2004
- Manuel Hilario de Céspedes y García Menocal, 2005–2022
- Juan Gabriel Diaz Ruiz, seit 2022